# Imágenes para orquesta

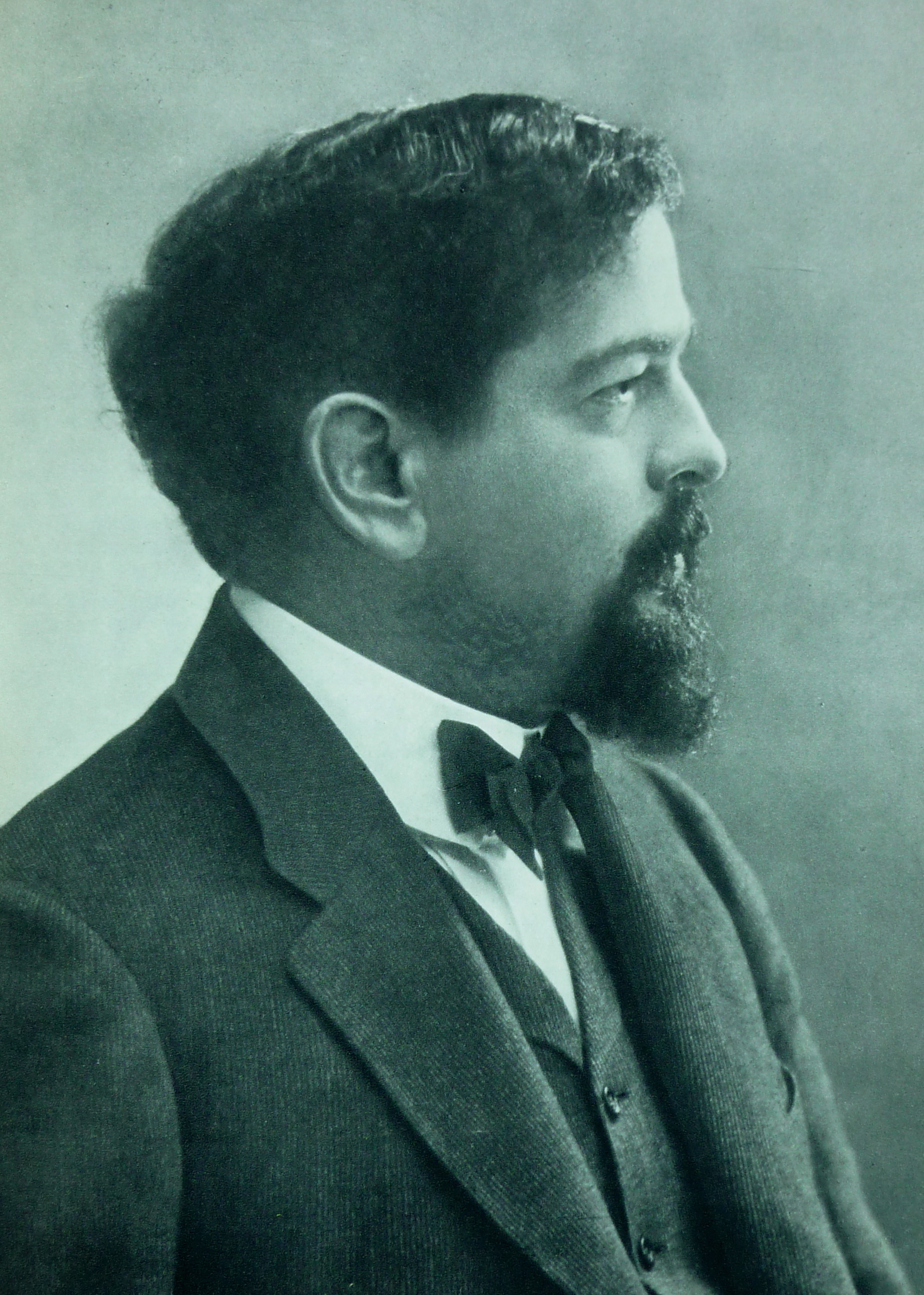
Debussy - 1908

Imágenes para orquesta (en francés: Images pour orchestre) es una composición para orquesta en tres secciones de Claude Debussy, escrita entre los años 1905 y 1912. Debussy originalmente planeó este conjunto de Imágenes como una secuela para dos pianos de la primera serie de Imágenes para piano solo, tal y como explica en una carta a su editor Durand en septiembre de 1905. Sin embargo, en marzo de 1906, en otra carta a Durand, había comenzado a pensar en organizar la obra para orquesta, en lugar de dos pianos.

## Orquestación
Imágenes para orquesta está orquestada para una gran orquesta conformada por  2 flautines, 2 flautas, 2 oboes, oboe de amor, corno inglés, 3 clarinetes, clarinete bajo, 3 fagotes, contrafagot, 4 trompas, 4 trompetas (en do), 3 trombones, tuba, timbales, caja, pandereta, castañuelas, 2 arpas, celesta, triángulo, xilófono, platillos, campanólogo y cuerdas.

## Secciones

### I.Gigas(Gigues)(1909-1912)
El título original de Gigues era Gigues tristes. Debussy utiliza sus recuerdos de Inglaterra como fuente de inspiración para la música, además de la canción Dansons la gigue por Charles Bordes emplea la canción popular de Tyneside llamada The Keel Row.
Existe controversia sobre el papel de André Caplet en la orquestación de Gigues. Robert Orledge y Williametta Spencer son dos escritores, por ejemplo, que han aceptado que Caplet ayudó en la orquestación. En contraste, François Lesure ha declarado, basándose en el examen del manuscrito de la Biblioteca nacional (MS 1010), que Caplet no ayudó con la orquestación.

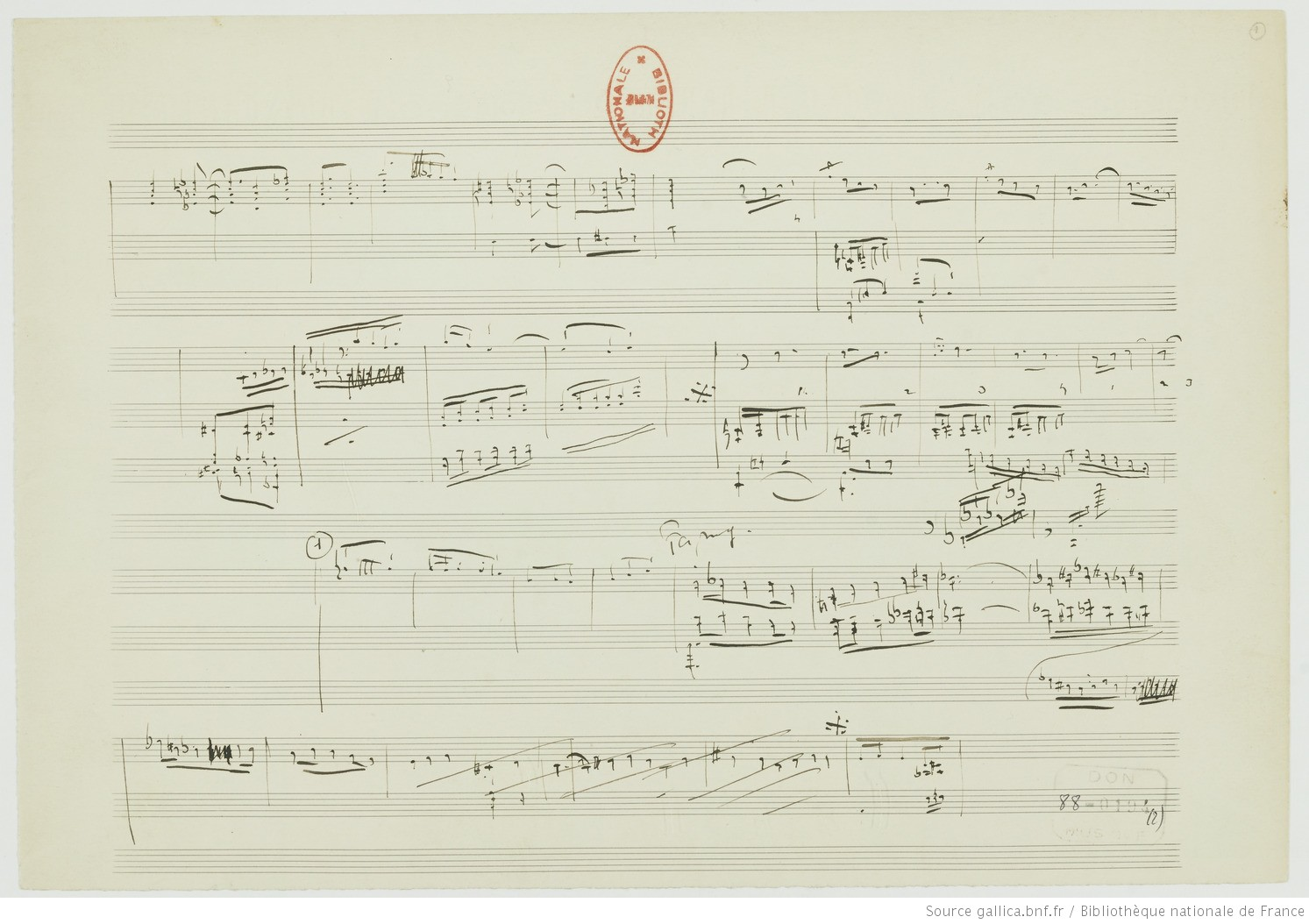
Ibéria de Debussy, esbozos

### II.Iberia(Ibéria)(1905-1908)
Ibéria es la más popular de las tres Imágenes y forma un tríptico dentro de este tríptico. Las tres secciones de Ibéria son:
1. Por las calles y los caminos (Par les rues et par les chemins)
2. Los perfumes de la noche (Les parfums de la nuit)
3. La mañana de un día festivo (Le matin d'un jour de fête)

La música está inspirada en impresiones de España. Richard Langham Smith ha comentado sobre el propio deseo de Debussy de incorporar ideas de la yuxtaposición de elementos de artes visuales en términos musicales, incluyendo una cita de Debussy a Caplet de una carta de 26 de febrero de 1910:
No puedes imaginar cuan natural es la transición de obras entre Parfums de la nuit y Le Matin d'un jour de fête. Ça n'a pas l'air d'être écrit.
Matthew Brown comenta brevemente el uso de técnicas tales como progresiones incompletas, episodios de paréntesis e interpolaciones en Ibéria.

### III.Ronda de bailes de primavera(Rondes de printemps) (1905-1909)
Debussy utiliza dos melodías populares, Nous n'irons plus au bois y Do, do l'enfant do en este movimiento. Brown, Dempster y Headlam han analizado la estructura tonal de este movimiento. La primera canción aparece de forma destacada al comienzo del compás de 15
8 hasta el final del movimiento, en los solos así como en los acompañamientos y las contramelodías. Debussy ya había citado la canción Nous n'irons plus au bois en Images oubliées de 1894 para piano y en Jardins sous la pluie de Estampes (1903).